# Distrito de Haridwar
Hardwar (en hindi: हरिद्वार जिला) es un distrito de la India en el estado de Uttarakhand. Código ISO: IN.UL.HA.
Comprende una superficie de 2360 km².
El centro administrativo es la ciudad de Hardwar. Dentro del distrito se encuentra la localidad de Khanjarpur.

## Demografía
Según censo 2011 contaba con una población total de 1927029 habitantes, de los cuales 901 601 eran mujeres y 1 025 428 varones.